# 벨라루스 U-19 축구 국가대표팀
벨라루스 U-19 축구 국가대표팀(벨라루스어: Зборная Беларусі па футболе U-19)은 벨라루스를 대표하는 19세 이하의 축구 국가대표팀으로, 벨라루스의 축구 관리 기관인 벨라루스 축구 연맹의 관리를 받는다.

## 역대 감독
| 감독                  | 임기   |
| --------------------- | ------ |
| 안드레이 지그만토비치 | 2020 ~ |